# Абсорбційний резонансний метод
Абсорбційний резонансний метод (англ. resonance absorption technique) — фізико-хімічний метод дослідження речовини, заснований на реєстрації генерованих у газовій фазі атомів чи радикалів шляхом спостереження за послабленням характеристичного для даних хімічних частинок випромінення.